# علي بوزر
علي خسرو بوزر (28 يوليو 1925 - 30 سبتمبر 2020)  سياسي تركي وأكاديمي متخصص في القانون التجاري.
توفي عن عمر يناهز 95 عامًا في 30 سبتمبر 2020 في إحدى المستشفيات حيث كان يعالج من فيروس كورونا.

## روابط خارجية
- موقع رئاسة الوزراء باللغة التركية